# (17280) Shelly
(17280) Shelly (2000 LK28) – planetoida z pasa głównego asteroid okrążająca Słońce w ciągu 3,21 lat w średniej odległości 2,17 j.a. Odkryta 6 czerwca 2000 roku.